# Berekböszörmény
Berekböszörmény is een plaats (község) en gemeente in het Hongaarse comitaat Hajdú-Bihar. Berekböszörmény telt 1872 inwoners (2001).